# Niederösterreichische Berg- und Naturwacht
Die Niederösterreichische Berg- und Naturwacht ist eine gemeinnützige Vereinigung von nach landesgesetzlichen Vorschriften bestellten und beeideten öffentlichen Landeskulturwachorganen, welche der Unterstützung der vom Land zu wahrenden Interessen des Natur- und Umweltschutzes dient. Sie ist eine der neun Berg- und Naturwachten Österreichs, Mitglied der Arbeitsgemeinschaft der Berg- und Naturwachten Österreichs (ABNÖ) und hat ihren Sitz in St. Pölten.

## Geschichte
1963 gründete Franz Hauer in Gloggnitz mit der Ortsgruppe „Rax-Schneeberg“ die Niederösterreichische Naturwacht, eine Arbeitsgruppe des Naturschutzbundes. Innerhalb von zwei Jahren wuchs die Gruppe von 12 auf 19 Mitglieder, in weiteren Ortsgruppen zählte man 80 Kameraden. 1975 wurde aus der Naturschutzbund-Arbeitsgruppe ein eigenständiger Verein.
Die 1964 gegründete Natur- und Bergwacht hatte nur kurzen Bestand.
1970 etablierte sich die Niederösterreichische Bergwacht, die bereits in Bezirksgruppen gegliedert war. Die Gruppen waren als eigener Verein bei der zuständigen Bezirkshauptmannschaft gemeldet. 1970 hatte die Niederösterreichische Bergwacht bereits 300 Mitglieder.
1972 kam es zur Gründung des Dachverbandes Niederösterreichische Berg- und Naturwacht, welcher aus unerklärlichen Gründen erst 1979 vereinsbehördlich angemeldet wurde. Im Herbst des Jahres 1981 kamen die zweiten Landesleiter von der Niederösterreichischen Naturwacht Willy Schremser und von der Niederösterreichischen Bergwacht Friedrich Jeges (*1931, †2017) überein, die beiden Vereine zusammenzulegen.
Am 23. Jänner 1982 wurden in Neulengbach Vollversammlungen der Vereine Niederösterreichische Naturwacht und Niederösterreichische Bergwacht zum Zweck ihrer Auflösung abgehalten. Gleich daran anschließend fand die Gründungsvollversammlung der Niederösterreichischen Berg- und Naturwacht statt.
Am 21. April 2022 wurden ein neuer Vorstand gewählt und die Statuten des Vereines modernisiert.

## Mitgliedschaft
Ordentliche Mitglieder der Niederösterreichischen Berg- und Naturwacht können nach landesgesetzlichen Vorschriften bestellte und teils beeidete öffentliche Landeskulturwachorgane sein, die ihre Tätigkeit ehrenamtlich und unbesoldet überwiegend dem Natur- und Umweltschutz widmen. Ähnlich wie bei anderen Vereinen, konnten anfangs nur Männer dem Verein beitreten. Mittlerweile tragen zahlreiche Frauen zur Erhaltung und Pflege der Kultur- und Naturlandschaft bei.

## Aufbau der Organisation

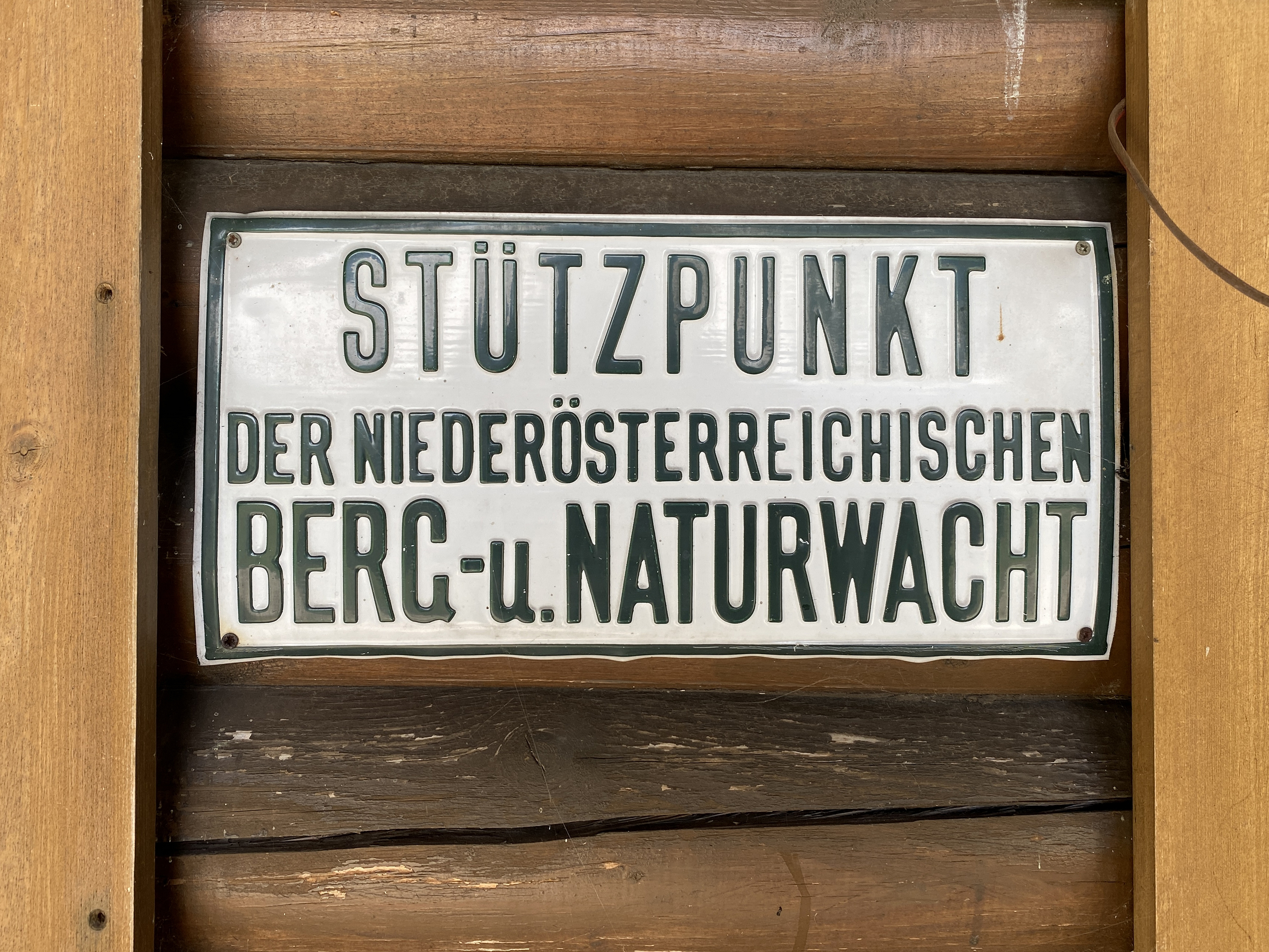
Stützpunkt der Niederösterreichischen Berg- und Naturwacht auf der Windischalm-Hütte

Die Männer und Frauen der Organisation sind wie folgt organisiert:
- Landesleitung, bestehend aus Landesleiter und zwei Stellvertretern, Schriftführer und Stellvertreter, Kassier und Stellvertreter.
- Bezirksleiter
- Ortseinsatzleiter, eine Gemeinde mit mehr als vier ordentlichen Mitgliedern kann die Gründung einer Ortsgruppe beantragen.
- Stützpunktleiter, ab zwei Mitgliedern eines Stützpunkts.
- Aktive Kameraden der Orts- und Stützpunktgruppen. (Mitglieder, die Mindestens 18 Jahre alt sind und ein Jahr Anwartschaft sowie die Ausbildung absolviert haben, sowie jene, die durch eine Bezirkshauptmannschaft als Landeskulturwache beeidet wurden.)
- Jugendmitglieder ab dem Alter von 14 Jahren.

Die Amtsdauer der Mitglieder der Landesleitung, Bezirksleitung und der Ortseinsatzleitung beschränkt sich auf 4 Jahre.

## Aufgaben und Pflichten
Berg- und Naturwächter überwachen die Einhaltung der vom Land Niederösterreich oder dem Bund erlassenen Rechtsvorschriften auf dem Gebiet des Natur- und Umweltschutzes. Seit 2022 wird auch der Schutz vor Flur- und Waldbränden explizit als Aufgabe der Berg- und Naturwacht angesehen. Durch regelmäßige Begehung eines Einsatzgebietes sollen sie Übertretungen vorbeugen sowie an der Aufklärung der Bevölkerung mitwirken. Ihr Auftreten soll vor allem belehrend sein und jedes Aufsehen vermieden werden. Kommt es zu keiner gütlichen Einigung, können Berg- und Naturwächter die festgestellte Rechtswidrigkeit zur Anzeige bringen. Die zweite Aufgabe sind Pflegeeinsätze in der Natur, zumeist in Absprache mit der Naturschutzabteilung des Landes Niederösterreich.

## Landesleitung
Erster und zweiter Landesleiter waren ab Jänner 1982 Helmuth Archleb und Willy Schremser (1936–2013). Nach dem plötzlichen Tod des Zweiten Landesleiters Willy Schremser im Juli 2013 trat auch Landesleiter Helmuth Archleb (1936–2017) zurück. Zu ihren Nachfolgern wurden im November 2013 Dieter Friedl und Karl Lenk gewählt. Nach der Statutenänderung im Jahre 2015 wurde Dieter Friedl zum Landesleiter, Karl Lenk und Peter Plochberger zu seinen Stellvertretern ernannt. Aus privaten Gründen legte Peter Plochberger das Amt des Zweiten Landesleiter-Stellvertreters am 22. September 2015 zurück.
Bei der Landesvorstands-Sitzung am 17. April 2018 trat Dieter Friedl als Landesleiter zurück, bis zu den Neuwahlen übernahm Thomas Prochaska als prov. Landesleiter seine Funktion. Bei den Neuwahlen am 26. Mai 2018 wurde Thomas Prochaska zum neuen Landesleiter gewählt. Am 2. März 2022 legte Thomas Prochaska seine Landesleiter-Funktion zurück.
Seit der Neuwahl im Mai 2022 ist Peter Rosenkranz Landesleiter und Alexander Wondrak dessen Stellvertreter.

## Bezirksleitungen
Amstetten, Baden, Gänserndorf, Gmünd, Korneuburg, Krems, Melk, Mistelbach, Mödling, Neunkirchen, St. Pölten (Stadt & Land), Scheibbs, Tulln, Waidhofen/Thaya und Wiener Neustadt.